# Työtjärvi
Työtjärvi är en sjö i Finland. Den ligger i västra utkanten av Lahtis i landskapet Päijänne-Tavastland, i den södra delen av landet, 100 km norr om huvudstaden Helsingfors. Työtjärvi ligger 142,9 meter över havet. I omgivningarna runt Työtjärvi växer i huvudsak blandskog. Arean är 55,3 hektar och strandlinjen är 3,4 kilometer lång. Sjön  ingår i Borgå å huvudavrinningsområde. 